# 章和 (漢)
章和（しょうわ）は、後漢の章帝劉炟の治世に使用された3番目の元号。
87年 - 88年。

## 出来事
- 元年
  - 7月：元和4年を改元して章和元年とする。
- 2年
  - 2月：章帝崩御。和帝劉肇が即位。わずか10歳であるため養母の竇太后が政治を行う。
  - 10月：竇太后の兄、竇憲を車騎将軍とし、北匈奴遠征を命じる。

## 西暦・干支との対照表
| 章和 | 元年 | 2年  |
| 西暦 | 87年 | 88年 |
| 干支 | 丁亥 | 戊子 |